# Monument a la Sardana (Sant Sadurní d'Anoia)
El Monument a la Sardana és una escultura pública de Sant Sadurní d'Anoia (Alt Penedès) situada a la cruïlla de la carretera de Sant Quintí i el carrer de Girona.
Obra de l'escultor Ramon Ruiz, es va inaugurar el 1984 amb motiu de l'elecció de Sant Sadurní d'Anoia com a Ciutat Pubilla de la Sardana. Realitzada amb pedra, acer inoxidable, acer corten, té una alçada de 2,50 metres. Sobre un semicercle de pedra artificial, que recorda un banc corregut, s'alcen dues figures abstractes que recorden esquemàticament dos ballarins de sardana. Els braços, ondulants, són d'acer corten, mentre que les cames, molt esquemàtiques, són d'acer inoxidable, igual que l'esfera que vol representar el cap.